# تاريخ غزيدة
تاريخ غزيدة (كلمة فارسية تعني: مقتطف من التاريخ) هو كتاب مختصر للتاريخ الإسلامي منذ خلق العالم حتى عام 1329، كتبه حمدالله المستوفي وانتهى منه عام 1330. وقد كُتِب بأسلوب بسيط جاف وأهداه إلى غياث الدين الإلخاني [الإنجليزية]

## محتوى
يحتوي كتاب تاريخ غزيدة على تاريخ العالم الإسلامي، منذ خلق العالم حتى عام 1329 (729 هـ). يتضمن المقدمة خلق العالم، يليه ستة أقسام:
1. الأنبياء
2. ملوك الفرس قبل وصول هدى النبي محمد
3. محمد والخلفاء
4. بلاد فارس والأراضي الأخرى التي حكمتها دول الإسلام
5. الشعراء والعلماء
6. منطقة وتاريخ قزوين

كما تم ذكر الغزو المغولي. وقد أنتج حمد الله خريطة للعالم في تاريخ غزيدة والتي تحتوي على خطوط الطول. وأعلن حمد الله أن بني إسرائيل الحقيقيين ارتحلوا إلى أفغانستان.

## العصر الحديث
كان كتاب تاريخ غزيدة مشهورًا جدًا وكانت هناك نسخ عديدة منه، وقد تم العثور على العديد منه في المجموعات الأوروبية. وقد تُرجمت جزئيًا إلى الفرنسية في عام 1903 على يد جول جانتين. نشر إي جي براون طبعة كاملة في عام 1910 ونسخة مختصرة باللغة الإنجليزية في عام 1913. في عام 1960، نشر عبد الحسين نوائي نسخة كاملة من الكتاب..